# Mariánské náměstí (Žilina)

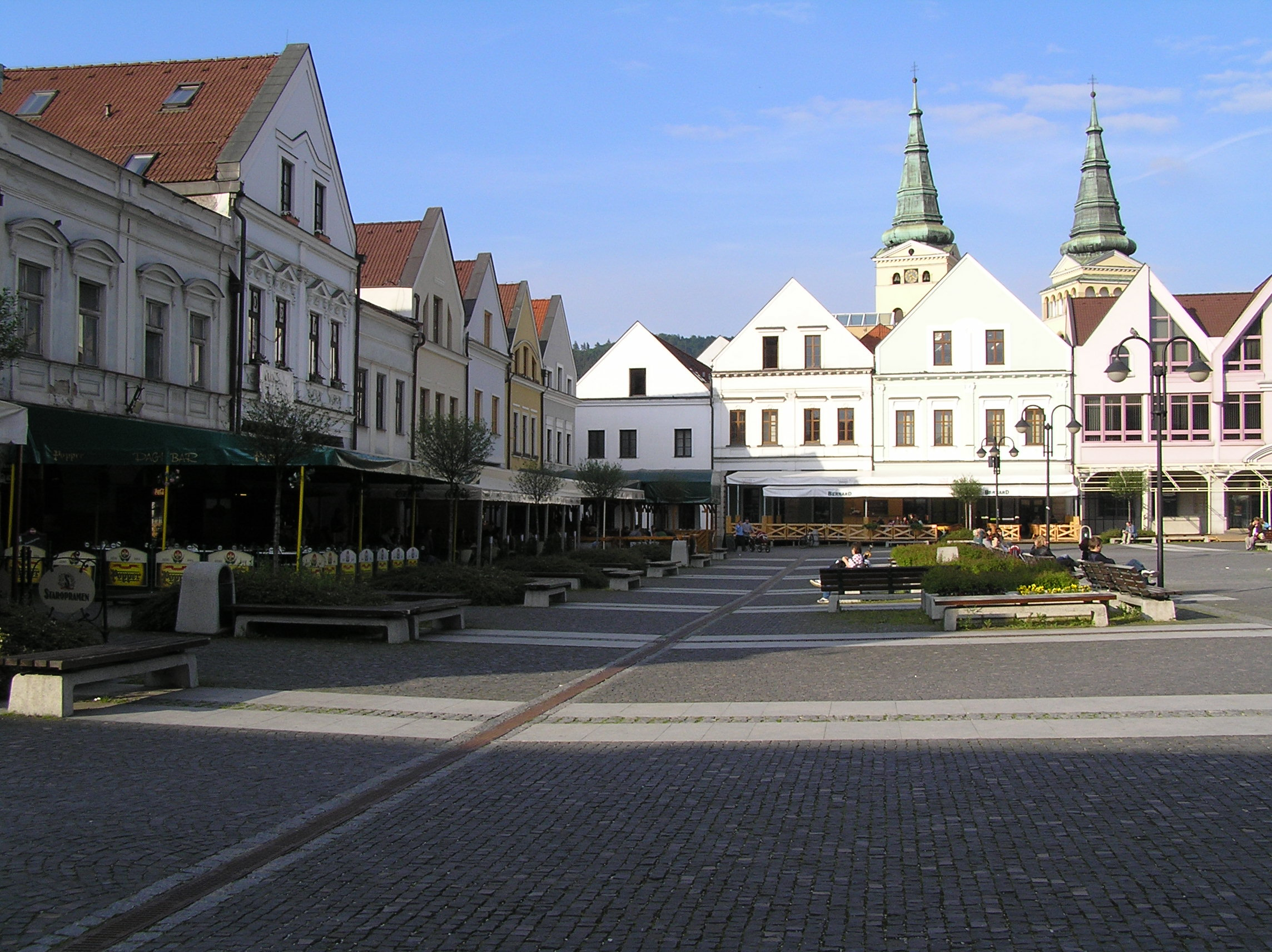
V pozadí Katedrála Nejsvětější Trojice

Mariánské náměstí (slovensky Mariánske námestie) je náměstí v historickém centru Žiliny.
Střed města byl v roce 1987 zákonem Slovenské národní rady prohlášen za Městskou památkovou rezervaci, kterou tvoří Mariánské náměstí čtvercového tvaru o rozměrech přibližně 100 x 100 metrů, devět uliček, které z něj vycházejí, a dalších dvanáct ulic, které tvoří kruh kolem náměstí.
Mariánské náměstí je typické svými domy, které mají patro vysunuté na arkádách a pod nimi vznikly prostory podloubí, lidově nazývané „Laubne“. V nich byly obchody a pracovali zde řemeslníci. Domy mají dodnes zachovány původní, gotické sklepy. Vznik náměstí se datuje před rok 1300. Všechny domy měly do požáru v roce 1886 štítové střechy. Tyto se dnes za pomoci města Žilina obnovují. V současnosti je náměstí součástí pěší zóny a konají se zde různé oslavy. Přes léto je celé náměstí lemováno zahrádkami.

## Památky
Ve středu náměstí je socha Neposkvrněné Panny Marie, která byla postavena na počest rekatolizace v roce 1738. Socha je umístěna na podstavci s reliéfem svatého Floriána, patrona hasičů. Za sochou se nachází malý park. V rámci rekonstrukce náměstí byly obnoveny i dvě historické studny, ve kterých se voda nachází v hloubce asi 12 metrů.
Domem číslo 1 na náměstí je Radnice města Žilina na jeho východní straně, ačkoli vchod do budovy je z Radniční ulice.
Radnice prošla několika stavebními úpravami. Dnešní podoba radnice je z roku 1890. Poslední přestavba se uskutečnila v letech 1992–1993. I v budově radnice jsou původní gotické sklepy. Na radnici dnes sídlí primátor města a jsou zde reprezentační prostory, v nichž zasedá zastupitelstvo a konají se sňatkové obřady. V přízemí radnice je busta Andreje Hlinky (1864–1938) s citací básně Andreje Žarnova. Zajímavostí je zvonkohra na průčelí budovy, která od roku 1994 hraje melodie po odbití každé celé hodiny.
Na západní straně náměstí vyniká římskokatolický Kostel Obrácení sv. Pavla a klášter jezuitů. Kostel byl dokončen v roce 1754. Dvouvěžová barokní stavba je jednolodní. Věže jsou vysoké 32 metrů. Hlavní oltář je barokní, autorem obrazu sv. Pavla je známý slovenský malíř Jozef Božetech Klemens (1817–1883). Na stěně kláštera je pamětní tabule věnovaná nitranského biskupovi Josefu Vurumovi (1763–1838) a pamětní tabule věnovaná Řádu sester sv. Vincenta za záchranu devíti židovských dětí během války.

## Galerie

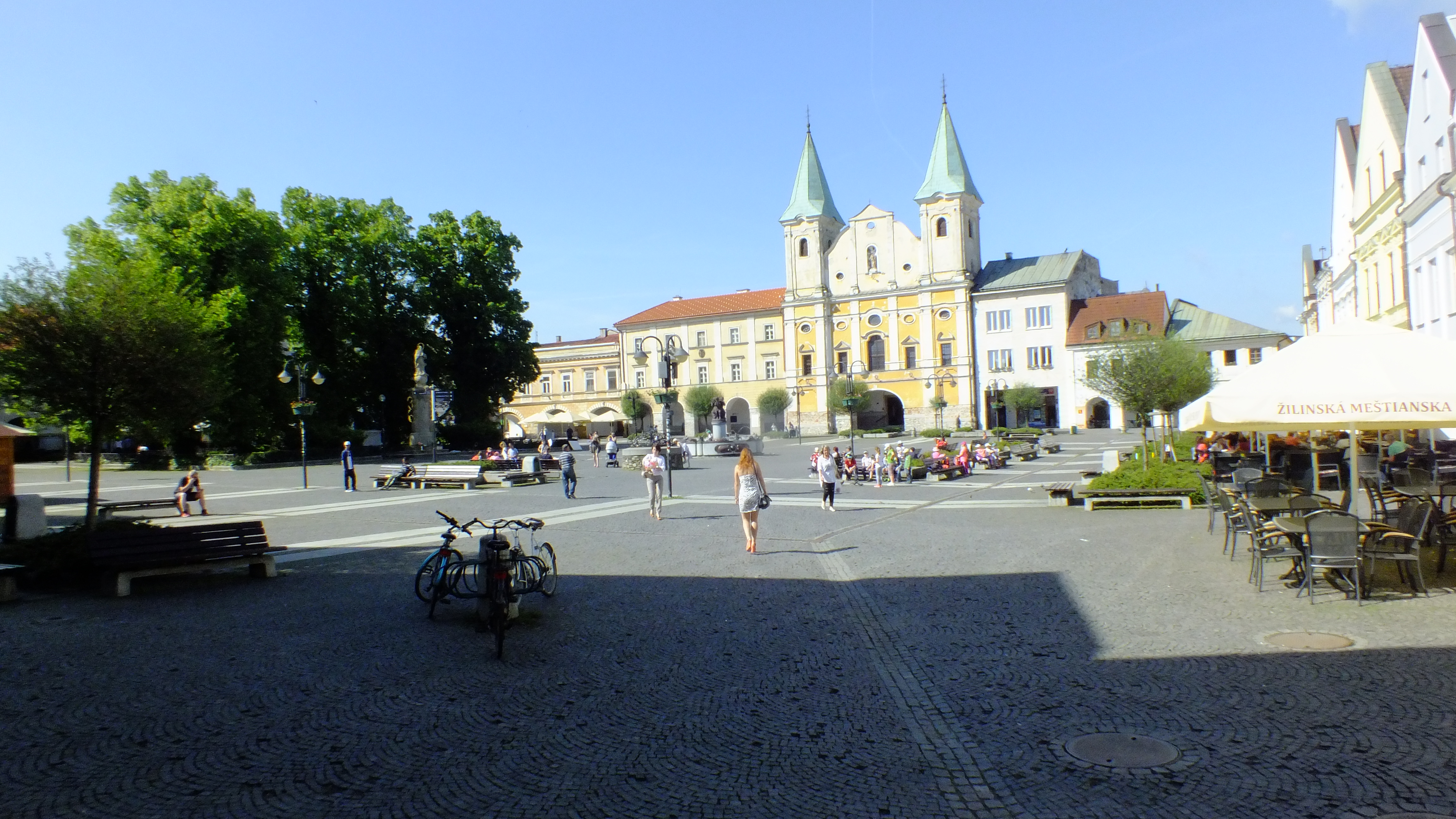
Mariánske námestie, kostel sv. Pavla apoštola
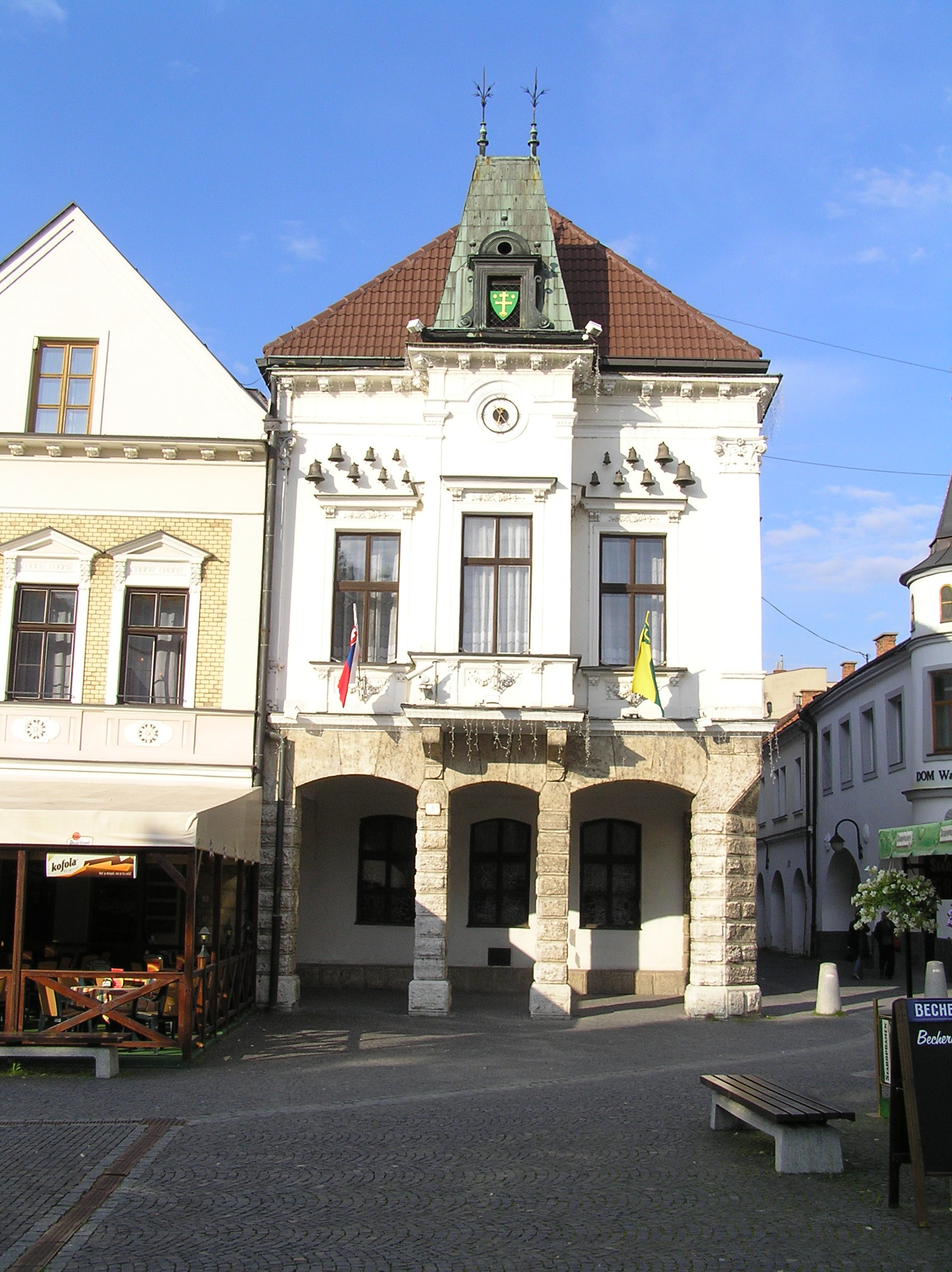
Radnice, na průčelí zvonkohra
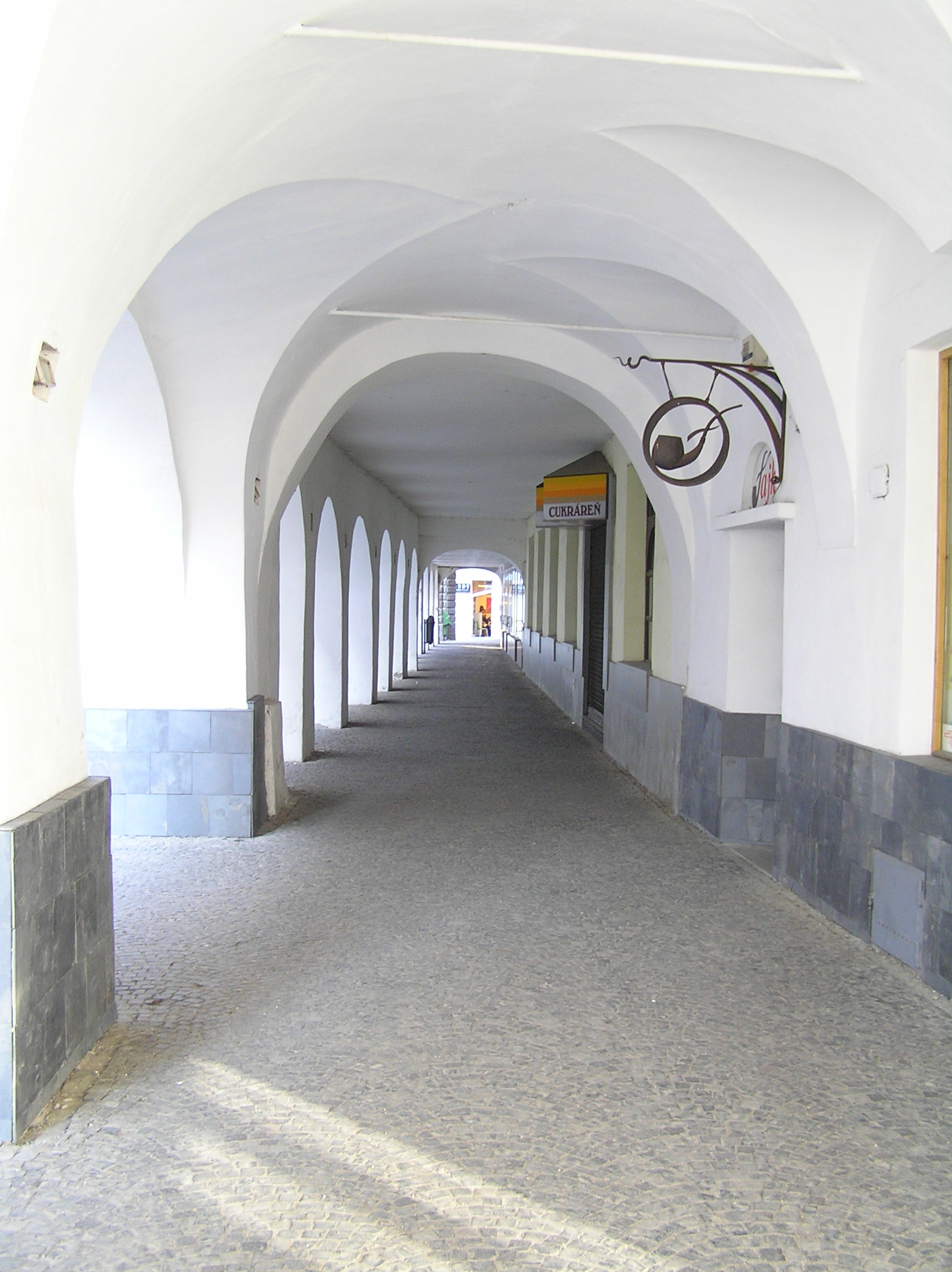
„Laubne“
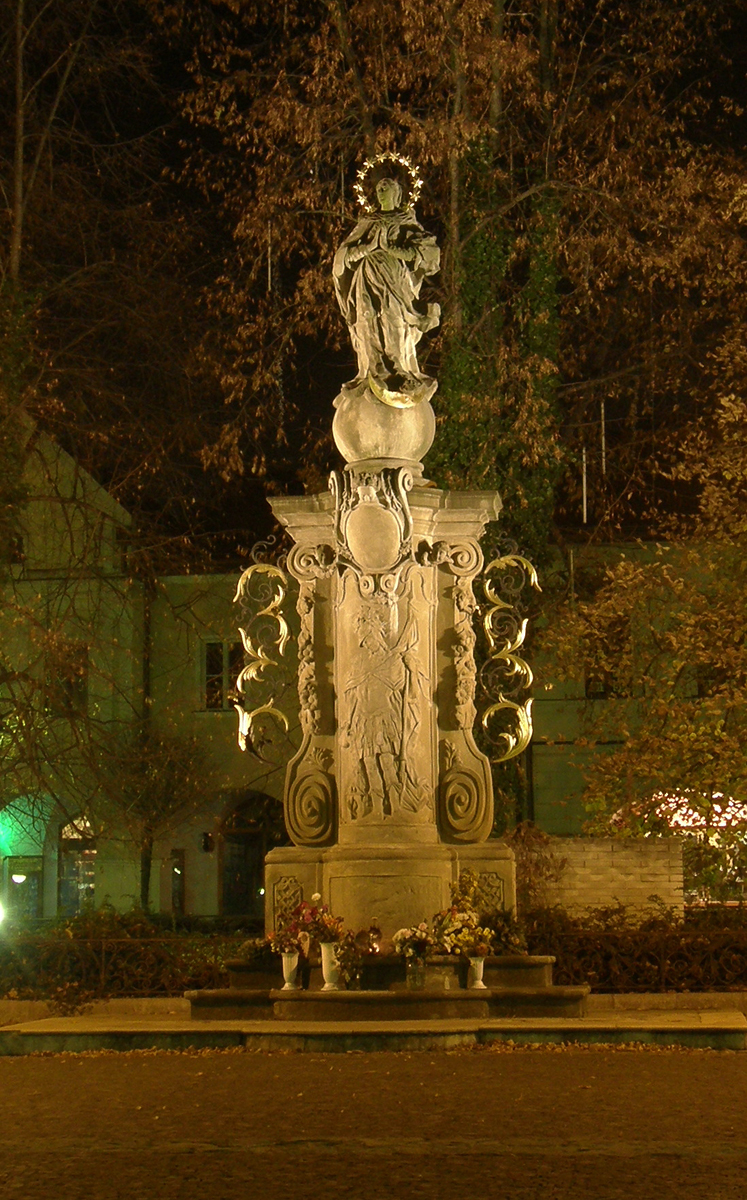
Socha Panny Marie